# Parque Estadual de Mata das Flores
O Parque Estadual de Mata das Flores é uma área protegida brasileira do estado do Espírito Santo, pertencente ao Sistema Nacional de Unidades de Conservação da Natureza. 

## Histórico
O parque foi criado pela Lei n.º 4.617, de 2 de janeiro de 1992.

## Localização
Ele está localizado no município de Castelo, e possui uma área de oitocentos hectares. Suas coordenadas geográficas são S 20º35'54" W41º10'53". 

## Patrimônio local
O principal bioma encontrado é de floresta ombrófila densa montana e estacional semidecidual. É administrado pelo Instituto Estadual de Meio Ambiente e Recursos Hídricos, IEMA, do estado do Espírito Santo.